# Спора (футбольный клуб)
«Спора» — прекративший существование футбольный клуб из города Люксембург.

## История
Клуб основан в 1923 году, путём слияния клубов «Расинг» и «Спортинг». Домашние матчи проводил на стадионе «Жози Бартель», вместимостью 8 054 зрителя. «Спора» — одиннадцатикратный чемпион Люксембурга и восьмикратный обладатель национального кубка. В 2005 году клуб слился с клубами «Унион» и «Альянс 01» и образовал новый клуб «Расинг».

## Достижения
- Чемпионат Люксембурга по футболу
  - Чемпион (11): 1924/25, 1927/28, 1928/29, 1933/34, 1934/35, 1935/36, 1937/38, 1948/49, 1955/56, 1960/61, 1988/89
  - Вице-чемпион (8): 1923/24, 1925/26, 1929/30, 1930/31, 1932/33, 1944/45, 1951/52, 1958/59, 1966/67, 1987/88
- Кубок Люксембурга по футболу
  - Обладатель (8): 1927/28, 1931/32, 1939/40, 1949/50, 1956/57, 1964/65, 1965/66, 1979/80
  - Финалист (8): 1924/25, 1928/29, 1929/30, 1930/31, 1933/34, 1944/45, 1962/63, 1986/87

В качестве «Расинг Люксембург»:
- Чемпионат Люксембурга по футболу
  - Чемпион (1): 1909/10
- Кубок Люксембурга по футболу
  - Обладатель (1): 1921/22

В качестве «Спортинг Люксембург»:
- Чемпионат Люксембурга по футболу
  - Чемпион (2): 1910/11, 1918/19
  - Вице-чемпион (3): 1911/12, 1913/14, 1915/16

## Выступление в еврокубках
| Сезон   | Турнир          | Раунд |                   | Клуб                 | Счёт          |
| ------- | --------------- | ----- | ----------------- | -------------------- | ------------- |
| 1956/57 | Кубок чемпионов | К     | Флаг Германии     | Боруссия (Дортмунд)  | 3:4, 2:1, 0:7 |
| 1961/62 | Кубок чемпионов | К     | Флаг Дании        | Б 1913               | 0:6, 2:9      |
| 1964/65 | Кубок ярмарок   | 1Р    | Флаг Швейцарии    | Базель               | 0:2, 1:0      |
| 1965/66 | Кубок кубков    | 1Р    | Флаг ГДР          | Магдебург            | 0:1, 0:2      |
| 1966/67 | Кубок кубков    | 1Р    | Флаг Ирландии     | Шемрок Роверс        | 1:4, 1:4      |
| 1967/68 | Кубок ярмарок   | 1Р    | Флаг Англии       | Лидс Юнайтед         | 0:9, 0:7      |
| 1980/81 | Кубок кубков    | 1Р    | Флаг Чехословакии | Спарта (Прага)       | 0:6, 0:6      |
| 1987/88 | Кубок УЕФА      | 1Р    | Флаг Нидерландов  | Фейеноорд            | 0:5, 2:5      |
| 1989/90 | Кубок чемпионов | 1Р    | Флаг Испании      | Реал Мадрид          | 0:3, 0:6      |
| 1991/92 | Кубок УЕФА      | 1Р    | Флаг Германии     | Айнтрахт (Франкфурт) | 0-:5, 2:5     |
| 1992/93 | Кубок УЕФА      | 1Р    | Флаг Англии       | Шеффилд Уэнсдей      | 1:8, 1:2      |